# 卡洛·阿尔贝托广场 (都灵)
卡洛·阿尔贝托广场（Piazza Carlo Alberto）是意大利都灵历史中心的一个广场，位于卡里尼亚诺宫后面，距离波河街（via Po）和朱塞佩·威尔第街（via Giuseppe Verdi）不远。与其毗邻的街道有：切萨雷·巴蒂斯蒂街、阿梅迪奥王子街和卡洛·阿尔贝托街。

## 历史和描述
广场的名字来自撒丁国王卡洛·阿尔贝托，是卡洛·埃马努埃莱 (卡里尼亚诺)的儿子，他的家族拥有卡里尼亚诺宫, 其十九世纪的立面位于背面，相比之下，而由瓜里诺·瓜里尼设计的主要的和古老的立面，位于邻近的卡里尼亚诺广场。广场曾经是瓜里诺·瓜里尼设计的这座雄伟的巴洛克式建筑的内部花园，通过墙壁，连接前面的马厩建筑。这片区域在1842年至1859年之间重新组织，拆除了墙壁，开辟为广场。

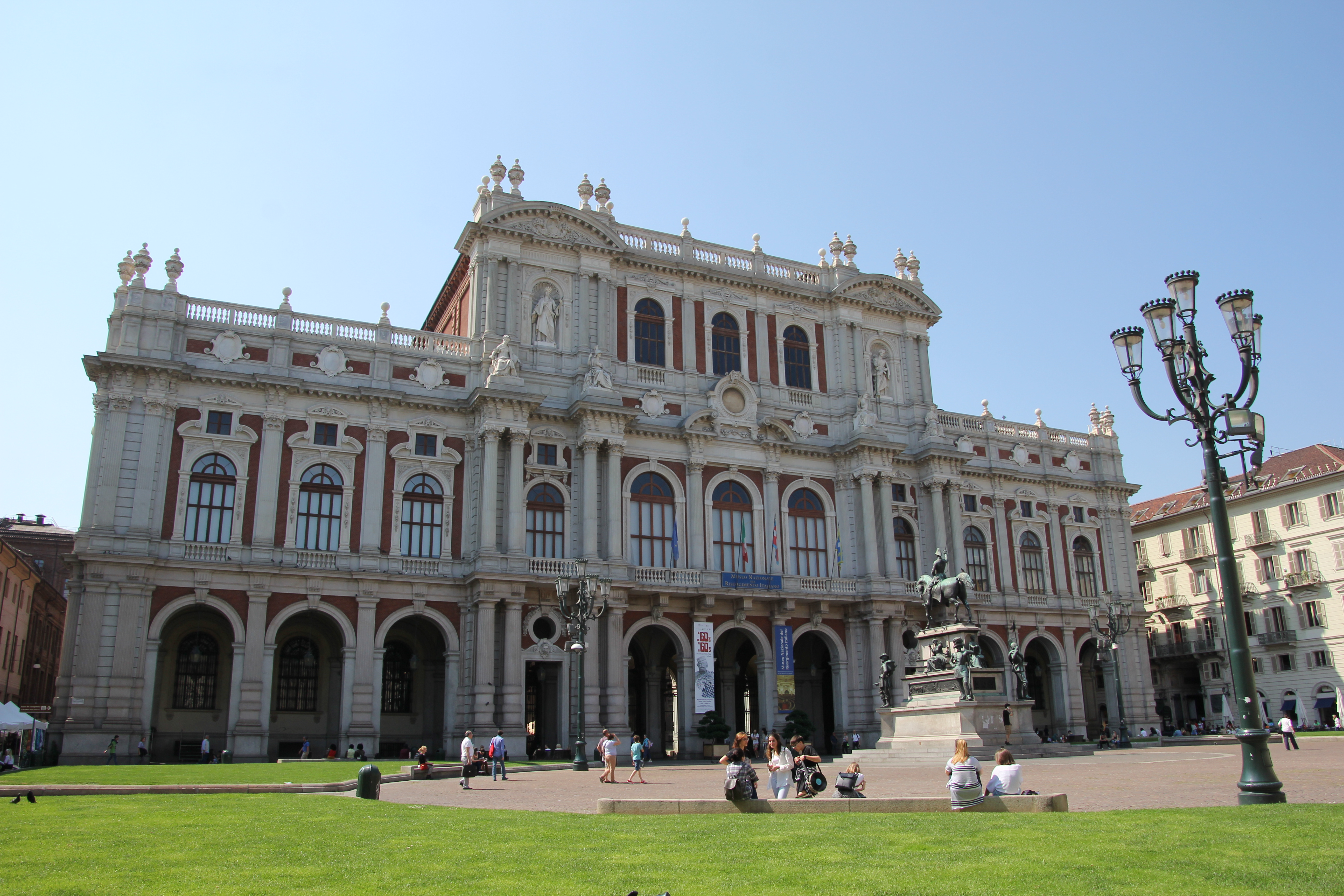
卡里尼亚诺宫